# Чарлз Генрі Гічкок
Чарлз Генрі Гічкок (23 серпня 1836 в Емгерсті, штат Массачусетс — 5 листопада 1919, Гонолулу, Гаваї) — американський геолог.
Він був сином геолога Едварда Гічкока і художниці ботанічного напрямку Орри Вайт Гічкок. Він супроводжував свого батька в експедиції щодо геологічного дослідження Вермонту в 1840-х роках. У 1861 році він став геологом на службі штату Мен. У 1862 році опублікував «Звіт про природну історію та геологію штату Мен». У 1866–1867 роках Чарлз Генрі Гічкок здійснив навчальні поїздки до Англії, де його особливо цікавили скам’янілості в Британському музеї в Лондоні, і до Швейцарії, де вивчав льодовики. З 1868 по 1878 рік він був державним геологом Нью-Гемпшира і проводив його геологічні дослідження. Він опублікував свої результати в The Geology of New Hampshire (1874-1878). Він також опублікував перший геологічний атлас Нью-Гемпшира ( Атлас для супроводу геології Нью-Гемпшира, 1878).
З 1868 року Гічкок був професором геології та мінералогії Дартмутського коледжу в Ганновері, штат Нью-Гемпшир. Перебував на цій посаді до 1908 року. Серед студентів його прозвали типом, тому що він описував численні скельні утворення Нью-Гемпшира та їх типові місцевості та читав докладні лекції. Крім геології, він займався метеорологією, палеонтологією та вулканологією і зробив значний внесок у цих галузях.

## Вебпосилання
- Публікації Чарлза Генрі Гічкока та про нього в науковій базі даних WorldCat (англ.)